# 파라미르

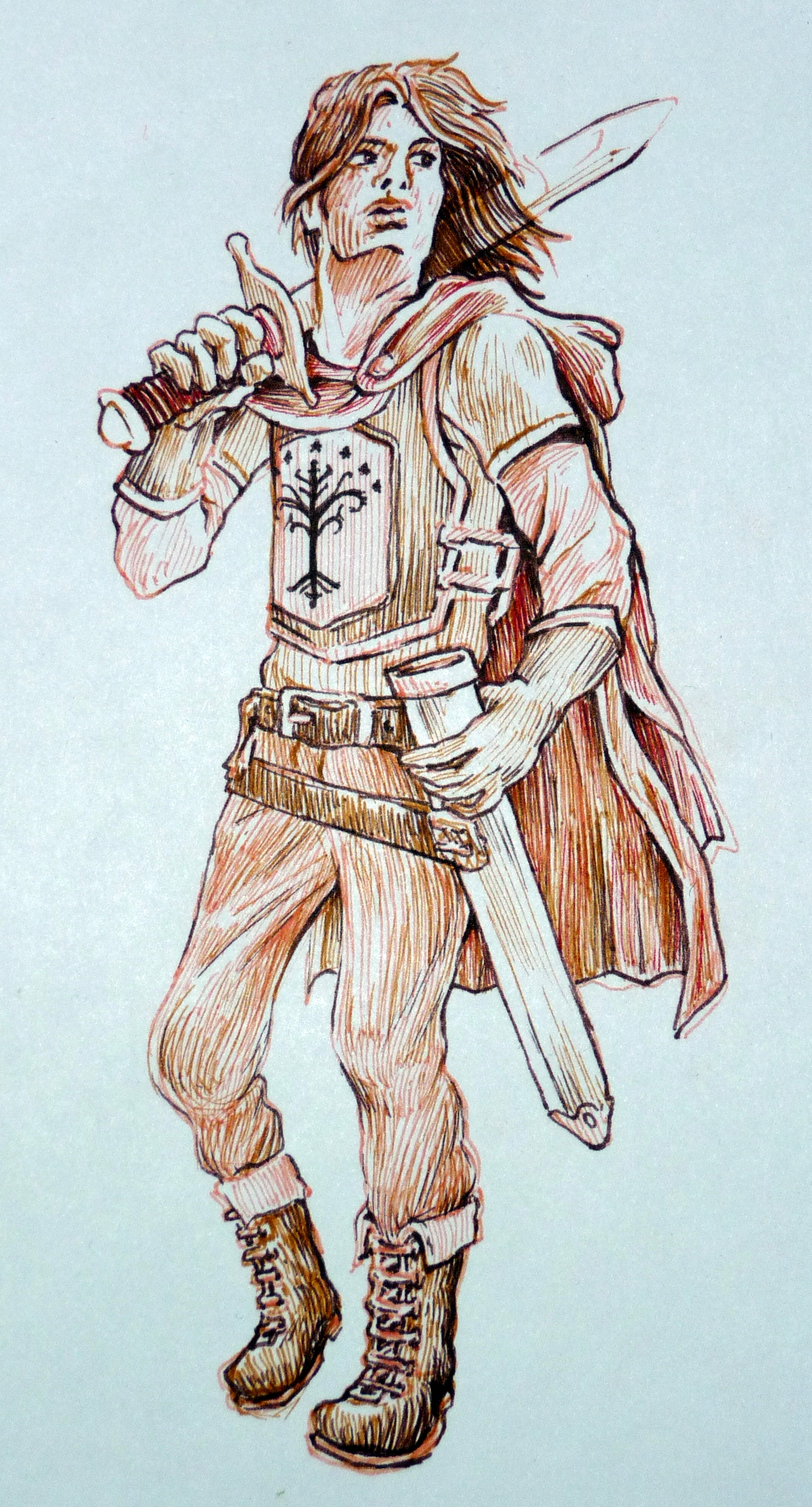

파라미르(Faramir)는 《반지의 제왕》의 등장인물이다. 간달프가 이끄는 원정대 일원으로 유명한 보로미르의 동생이다.

## 개요
프로도와 샘이 절대반지를 모르도르로 옮길 목적으로 곤도르 변경을 지나던 중 주위 경계를 하는 곤도르 지휘관으로 등장했고 의심스러운 호빗들을 상대로 이성적으로 판단하고 이야기하는 모습을 보여줬다. 또한 프로도와 오직 이야기만으로 절대반지의 위험함을 느끼고 압수하지 않고 호빗들을 안전히 보내주었다.

## 작중 행적
작중에서 형 보르미르가 사망하기 전부터 모르도르의 군대와 싸우고 있었으나, 열세에 밀려 오스길리아스 등지에서 분전 중이었다. 그러던 중 반지를 모르도르로 가져가던 프로도와 마주쳤고 형의 소유물 나팔 소리가 들린 이후 요정의 배에 시신과 여러 예물들이 함께 내려오는 것을 봤다는 소식을 프로도에게 전하면서 자기가 데네소르의 아들이자 보르미르의 형제임을 밝힌다.
그의 아버지이자 곤도르 섭정 데네소르의 무리한 명령에 돌격 작전을 펼쳤으나, 패배하고 말았다. 간달프 일행이 펠렌노르로 연합군을 이끌고 온 덕에 절망적 상태였던 전쟁은 역전하게 되고 곤도르는 사우론에게 승리하게 된다.

## 이후 행적
사실상 이실두르의 후손 아라고른이 왕이 되어 섭정직을 이을 필요가 없게 되자 곤도르 변경의 이실리엔의 대장으로 임명을 받는다.